# 1920-as magyar atlétikai bajnokság
Az 1920-as magyar atlétikai bajnokságon – amely a 25. bajnokság volt, a huszonegy egyéni versenyszám mellett négy csapatversenyt is megrendeztek, immár négy versenyzővel. Továbbá megmaradt az ötfős mezei futás csapatverseny.

## Eredmények

### Férfiak
| Versenyszám      | Arany                         | Arany   | Ezüst                             | Ezüst   | Bronz                             | Bronz   |
| ---------------- | ----------------------------- | ------- | --------------------------------- | ------- | --------------------------------- | ------- |
| 100 m            | Krepuska Géza Magyar AC       | 11,2    | Gerő Ferenc KAOE                  | 11,4    | Csathó Tivadar BEAC               | 11,5    |
| 200 m            | Krepuska Géza Magyar AC       | 23,4    | Berács László BEAC                | 23,8    | Kurunczy Lajos MTK                | 24,0    |
| 400 m            | Fixl Lajos Magyar AC          | 50,6    | Kurunczy Lajos MTK                | 51,8    | Berács László BEAC                | 51,9    |
| 800 m            | Benedek János BEAC            | 2:02,0  | Vogel Antal MTK                   | 2:02,7  | Fonyó Márton MTE                  | 2:04,5  |
| 1500 m           | Grósz István MTK              | 4:08,6  | Némethy Jenő Ferencvárosi TC      | 4:10,0  | Fonyó Márton MTE                  | 4:22,2  |
| 5000 m           | Váradi Mihály BEAC            | 16:24,7 | Király Pál ESC                    | 16:29,7 | Bese József MTE                   | 16:38,7 |
| 15 km            | Váradi Mihály BEAC            | 51:40,3 | Király Pál ESC                    |         | Bese József MTE                   |         |
| mezei futás      | Bese József MTE               | 43:53,4 | Grósz István MTK                  |         | Garai Sándor MTK                  |         |
| 3000 m gyaloglás | Szablár Péter Ferencvárosi TC | 14:32,1 | Lichter Sándor MTE                | 14:50,0 | Rátz Nándor Ferencvárosi TC       | 15:30,0 |
| 10 km gyaloglás  | Szablár Péter Ferencvárosi TC | 50:28,4 | Rátz Nándor Ferencvárosi TC       | 54:27,4 | Lichter Sándor MTEC               | 54:40,6 |
| 30 km gyaloglás  | Szablár Péter Ferencvárosi TC | 2:55:56 | Konarik József MGSK               |         | Lányi Miksa Ferencvárosi TC       |         |
| 110 m gát        | Püspöky Gyula Magyar AC       | 17,4    | Zsolt Géza Ferencvárosi TC        | 18,2    | Imre Andor MTK                    | 18,4    |
| 200 m gát        | Helfer Béla MTK               | 27,8    | Braun József ESC                  | 29,0    | Imre Andor MTK                    | 29,4    |
| 400 m gát        | Berács László BEAC            | 59,3    | Magyar József MTK                 | 1:02,0  | Helfer Béla MTK                   | 1:07,2  |
| magasugrás       | Gáspár Jenő Magyar AC         | 182 cm  | Zsolt Géza Ferencvárosi TC        | 172 cm  | Fábián Lajos MAFC                 | 172 cm  |
| távolugrás       | Aczél Pál BEAC                | 636 cm  | Helfer Béla MTK                   | 634 cm  | Hadházy Dezső DTE                 | 615 cm  |
| hármasugrás      | Gáspár Dezső Magyar AC        | 12,95 m | Ujfaluczky József Ferencvárosi TC | 12,19 m | Schinkásch László Ferencvárosi TC | 11,92 m |
| rúdugrás         | Hadházy Dezső DTE             | 340 cm  | Mérő László Magyar AC             | 315 cm  | Mihályffy József Magyar AC        | 315 cm  |
| súlylökés        | Bedő Pál BEAC                 | 13,04 m | Morár Teofil BEAC                 | 12,78 m | Csejthey Lajos BEAC               | 12,47 m |
| diszkoszvetés    | Bedő Pál BEAC                 | 39,79 m | Csejthey Lajos BEAC               | 39,40 m | Kobulszky Károly Magyar AC        | 39,00 m |
| gerelyhajítás    | Csejthey Lajos BEAC           | 46,50 m | Korenek János Magyar AC           | 42,40 m | Morár Teofil BEAC                 | 38,25 m |

### Váltó-versenyek
| Versenyszám        | Arany                                                                           | Arany   | Ezüst     | Ezüst   | Bronz           | Bronz   |
| ------------------ | ------------------------------------------------------------------------------- | ------- | --------- | ------- | --------------- | ------- |
| 4 × 100 m          | Budapesti Egyetemi AC Podolszky Géza Berács László Csató Tivadar Perényi Géza   | 46,3    | Magyar AC | 47,0    | MTK             | 48,3    |
| 4 × 400 m          | Magyar Testgyakorlók Köre Kainráth Antal Görög Jenő Vogel Antal Kurunczy Lajos  | 3:33,9  | BEAC      | 3:35,0  | Magyar AC       | 3:57,6  |
| 4 x 1500 m         | Budapesti Egyetemi AC Stefániai Vilmos Koszta Gyula Váradi Mihály Benedek János | 17:50,0 | MTE       | 18:31,4 | Ferencvárosi TC | 18:35,0 |
| 5000 m csapat      | Munkás TE Bese József Fonyó Márton Steiner Pál Csitbay József Garai Sándor      | 23      | BEAC      | 32      |                 |         |
| mezei futás csapat | Munkás TE Bese József Garai Sándor Csitbay József Fonyó Márton Kaiser János     | 41      | MTK       | 43      | Magyar AC       | 53      |